# Daemon Tools
DAEMON Tools è un emulatore di periferiche CD-DVD virtuali per Windows capace di montare immagini di dischi DVD, CD, HD DVD o Blu-ray su una periferica virtuale. Il software crea delle unità ottiche virtuali che permettono la lettura e l'uso di un file di immagine disco CD/DVD/HD DVD/Blu-ray come se fosse un disco fisico inserito nel computer. Daemon Tools è un software a pagamento, ma è disponibile la versione Lite, scaricabile dal sito web ufficiale.

## Utilizzo
Come gli altri emulatori, Daemon Tools è sviluppato per l'utente che non vuole accedere direttamente ai dati salvati in un supporto ottico per prevenire la sua usura e la perdita delle informazioni. Inoltre, esso offre un utilizzo conveniente quando si vogliono utilizzare diversi software su un laptop mentre si è in viaggio: l'utente deve semplicemente emulare i dischi dalle immagini salvate sull'hard disk anziché portarsi dietro fisicamente tutti i dischi.
Possono essere anche caricate molte immagini contemporaneamente su diverse periferiche virtuali.
Il software permette anche la scrittura su CD tramite Astroburn Lite, a cui fornisce un collegamento con tutte le impostazioni dell'immagine precedentemente montata.

## Tipi di file supportati
- b5t (Blindwrite 5)
- b6t (Blindwrite 6)
- bwt (Blindwrite, vecchie versioni)
- ccd (CloneCD)
- cdi (Discjuggler)
- cue/bin
- img
- iso
- isz (UltraISO)
- mds/mdf (Media Descriptor File) (Di solito usata da Alcohol 120%)
- nrg (Nero Burning ROM)
- pdi (Instant CD/DVD)
- vcd (VirtualCD)
- bin